# Französische Straße (métro de Berlin)
Französische Straße est une ancienne station de la ligne 6 du métro de Berlin, située dans le quartier de Mitte. Elle est fermée au public le 4 décembre 2020 en raison de sa trop grande proximité avec la nouvelle station Unter den Linden.

## Histoire
La station ouvre le 30 janvier 1923 à l'intersection de la Friedrichstraße et de la Französische Straße dans le cadre d'une ligne du nord au sud de Berlin. Elle est située entre Friedrichstraße au nord et Stadtmitte au sud.
En 1939, des plans prévoient de développer la station comme un pôle d'échanges dans le cadre de la prolongation de la ligne E tandis que d'autres préfèrent cette prolongation à Unter den Linden et vers la Stadtbahn.
Après la Seconde Guerre mondiale, la station se retrouve à Berlin-Est. Mais comme les terminus sont à Berlin-Ouest, les stations de Berlin-Est ne sont plus desservis. Elle est alors une station fantôme.
Dans les années 1970 et 1980, l'idée d'un pôle d'échanges revient. D'abord dans le cadre de l'extension de la ligne E, dans les années 1980, on privilégie l'extension de la ligne 6 dans Berlin-Est, ce qui suppose une ligne juste dans Berlin-Est ou un deuxième tunnel pour la ligne de Berlin-Ouest. On creuse d'abord un tunnel entre la ligne 6 et la ligne A (devenue la ligne 2) à Stadtmitte. La réunification rend ce tunnel un temps obsolète puis les travaux reprennent.
La réouverture de la station a lieu de façon ponctuelle à partir du 1er juillet 1990. Dans le cadre de la rénovation pour unifier le métro, le quai central est allongé de 80 m à 110 m pour accueillir des trains de six voitures. On conserve le projet de l'extension de la ligne 5.
La station est fermée le 4 décembre 2020, en raison de sa proximité avec la nouvelle station Unter den Linden, redevenant ainsi une station fantôme. La question de sa reconversion se trouve depuis posée.